# جون دونكان (سياسي كندي)
جون دونكان هو سياسي كندي، ولد في 19 ديسمبر 1948 في وينيبيغ في كندا. حزبياً، نشط في حزب المحافظين الكندي. وقد انتخب Minister of Crown–Indigenous Relations and Northern Affairs ‏ (6 أغسطس 2010 – 15 فبراير 2013) وانتخب عضو مجلس العموم الكندي عن دائرة Vancouver Island North ‏ (14 أكتوبر 2008 – 18 أكتوبر 2015) وانتخب عضو مجلس العموم الكندي عن دائرة Vancouver Island North ‏ (2 يونيو 1997 – 22 يناير 2006).